# Tunde Adebimpe
Tunde Adebimpe, celým jménem Babatunde Omoroga Adebimpe, (* 26. února 1975) je americký zpěvák a herec. Počínaje rokem 2001 je členem skupiny TV on the Radio. Roku 2013 založil vedlejší projekt Higgins Waterproof Black Magic Band, s nímž následujícího roku vydal první EP desku. Dále je členem uskupení Nevermen, s nímž roku 2016 vydal stejnojmenné album. Během své kariéry se podílel také na nahrávkách dalších kapel. Patří mezi ně například Yeah Yeah Yeahs, Run the Jewels a Massive Attack. Rovněž režíroval několik hudebních videoklipů. Jako herec se představil například ve filmech Rachel se vdává (2008), Ošklivé dítě (2015) a Spider-Man: Homecoming (2017). V listopadu 2017 vystupoval jako host při vystoupeních velšského hudebníka Johna Calea v New Yorku.